# Alex Genest
Alex Genest, född 30 juni 1986, är en friidrottare från Kanada. Han deltog vid olympiska sommarspelen 2012.